# Municipio de Krustpils
El municipio de Krustpils (en Letón: Krustpils novads) es uno de los ciento diez municipios de Letonia, se encuentra localizado en el suroeste de dicho país báltico. Fue creado durante el año 2009 después de una reorganización territorial. La ciudad capital es la ciudad de Jēkabpils, que no está incluida en la municipalidad.

## Ciudades y zonas rurales
- Atašienes pagasts (zona rural)
- Krustpils pagasts (zona rural)
- Kūku pagasts (zona rural)
- Mežāres pagasts (zona rural)
- Variešu pagasts (zona rural)
- Vīpes pagasts (zona rural)

## Población y territorio
Su población se encuentra compuesta por un total de 6.827 personas (2009). La superficie de este municipio abarca una extensión de territorio de unos 812,2 kilómetros cuadrados. La densidad poblacional es de 8,41 habitantes por cada kilómetro cuadrado.